# Distretto di Lahojsk
Il distretto di Lahojsk (in bielorusso Лагойскі раён?) è un distretto (raën) della Bielorussia appartenente alla regione di Minsk.